# Frank Rückert
Frank Rückert (* 1961) ist ein deutscher Diplomat. Er ist seit Oktober 2023 deutscher Botschafter in Kuba.

## Werdegang
Rückert stammt aus Norddeutschland. Er studierte Wirtschaftswissenschaft und wurde 1996 in Hamburg mir einer Arbeit zum Thema Public Relations in den USA promoviert.
Im Auswärtigen Amt war Rückert im Leitungsstab und im Staatsprotokoll tätig. Zudem war er Leiter der Internationalen Diplomatenausbildung und Referatsleiter in der Europaabteilung. Seine Auslandseinsätze führten ihn nach Lateinamerika (u. a. am Generalkonsulat Sāo Paulo), Afrika, Europa und Asien. In China war er bis 2023 als Gesandter an der Botschaft in Peking und führte, nach dem unerwarteten Tod des Botschafters Jan Hecker, von Ende 2021 bis zur Ankunft der neuen Botschafterin Patricia Flor 2022 als Geschäftsträger a.I. die Amtsgeschäfte.
Im Oktober 2023 wurde Rückert Botschafter in Kuba und Leiter der Botschaft in Havanna.
Rückert ist verheiratet und hat Kinder.